# Christian Gentner
Christian Gentner (ur. 14 sierpnia 1985 w Nürtingen) – piłkarz niemiecki grający na pozycji pomocnika w VfB Stuttgart.

## Kariera klubowa
Piłkarską karierę Gentner rozpoczął w małym amatorskim klubie o nazwie TSV Beuren. Niedługo potem trafił do innego amatorskiego zespołu, VfL Kirchheim. Kolejnym zespołem w karierze Christiana stał się VfB Stuttgart i w 2003 roku wywalczył z nim młodzieżowe mistrzostwo Niemiec. Latem 2004 Gentner został przesunięty do zespołu rezerw, grającego w Regionallidze i jeszcze w tym samym sezonie zdołał zadebiutować w Bundeslidze w pierwszej drużynie VfB. Debiut miał miejsce 20 lutego w wygranym 1:0 spotkaniu z Herthą BSC. Był to jego jedyny mecz w lidze, ale już w sezonie 2005/2006 Gentner coraz częściej dostawał szansę gry i zagrał łącznie w 23 ligowych spotkaniach, w których zdobył jednego gola (w wygranym 2:1 meczu z VfL Wolfsburg), a w lidze zajął ze Stuttgartem 9. pozycję. W sezonie 2006/2007 był zmiennikiem dla Thomasa Hitzlspergera oraz Antônio da Silvy i zagrał w 15 meczach przyczyniając się do wywalczenia mistrzostwa Niemiec oraz awansu do finału Pucharu Niemiec (porażka 2:3 z 1. FC Nürnberg). Po sezonie przedłużył z VfB kontrakt do 2010 roku. W trakcie sezonu został jednak wypożyczony do VfL Wolfsburg, a po nim sprzedany za 2,5 miliona euro.
| Sezon   | Klub                   | Kraj   | Rozgrywki             | Mecze | Bramki |
| ------- | ---------------------- | ------ | --------------------- | ----- | ------ |
| 2004/05 | VfB Stuttgart amatorzy | Niemcy | Regionalliga          | 28    | 6      |
| 2004/05 | VfB Stuttgart          | Niemcy | Bundesliga            | 1     | 0      |
| 2005/06 | VfB Stuttgart          | Niemcy | Bundesliga            | 23    | 1      |
| 2006/07 | VfB Stuttgart amatorzy | Niemcy | Regionalliga          | 2     | 0      |
| 2006/07 | VfB Stuttgart          | Niemcy | Bundesliga            | 15    | 0      |
| 2007/08 | VfL Wolfsburg          | Niemcy | Bundesliga            | 31    | 3      |
| 2008/09 | VfL Wolfsburg          | Niemcy | Bundesliga            | 34    | 4      |
| 2009/10 | VfL Wolfsburg          | Niemcy | Bundesliga            | 34    | 4      |
| 2010/11 | VfB Stuttgart          | Niemcy | Bundesliga            | 31    | 5      |
| 2011/12 | VfB Stuttgart          | Niemcy | Bundesliga            | 28    | 5      |
| 2012/13 | VfB Stuttgart          | Niemcy | Bundesliga            | 34    | 5      |
| 2013/14 | VfB Stuttgart          | Niemcy | Bundesliga            | 28    | 4      |
| 2014/15 | VfB Stuttgart          | Niemcy | Bundesliga            | 33    | 5      |
| 2015/16 | VfB Stuttgart          | Niemcy | Bundesliga            | 29    | 5      |
| 2016/17 | VfB Stuttgart          | Niemcy | 2. Bundesliga         | 34    | 6      |
| 2017/18 | VfB Stuttgart          | Niemcy | Bundesliga            | 27    | 2      |
| 2018/19 | VfB Stuttgart          | Niemcy | Bundesliga            | 29    | 0      |
|         |                        |        | Łącznie w Bundeslidze | 441   | 55     |

## Kariera reprezentacyjna
W reprezentacji Niemiec zadebiutował 29 maja 2009 w meczu przeciwko Chinom. W sumie w latach 2009–2010 zagrał w niej pięciokrotnie.